# Cratère Amelia Creek
Pour les articles homonymes, voir Amelia.
Le cratère Amelia Creek est un vestige érodé d'un ancien cratère d'impact (ou astroblème), situé dans la chaîne Davenport, dans le Territoire du Nord, en Australie. Il est situé dans une couche de faible épaisseur de roches sédimentaires et volcaniques du Paléoprotérozoïque, roches qui sont largement pliées et faillées, rendant ainsi le cratère d'impact difficile à reconnaître. Il a été découvert par l'identification de shatter cones à proximité de son centre. Le point d'impact central est entouré d'une zone de 20 x 12 km de déformation anormale, l'asymétrie étant éventuellement liée à l'impact très oblique du météorite, mais elle peut être due aussi, au moins en partie, à la préexistence de roches à la disposition structurelle complexe. Cette zone de déformation donne la meilleure estimation de la taille originale du cratère. L'impact a eu lieu après le pliage des roches du Paléoprotérozoïque, mais avant le dépôt des roches du Néoprotérozoïque et du Cambrien qui les recouvrent, et permettent ainsi de dater l'impact entre 1660 et 600 Ma.